# The Boys (phim truyền hình)
The Boys là phim truyền hình siêu anh hùng châm biếm của Mỹ do nhà làm phim Eric Kripke phát triển, phát hành trên dịch vụ Amazon Prime Video. Dựa trên truyện tranh cùng tên của Garth Ennis và Darick Robertson, phim xoay quanh đội siêu anh hùng chiến đấu chống lại những kẻ có siêu năng lực làm việc cho một tổ chức bí mật. Bộ phim có sự góp mặt của các diễn viên: Karl Urban, Jack Quaid, Antony Starr, Erin Moriarty, Dominique McElligott, Jessie T. Usher, Chace Crawford, Laz Alonso, Tomer Capone, Karen Fukuhara và Nathan Mitchell.
Phim ban đầu được lên kế hoạch là một bộ phim điện ảnh gồm ba phần và đã được triển khai từ năm 2008 với Adam McKay làm đạo diễn. Tuy nhiên do một số bất đồng giữa đội ngũ sản xuất và nhà phát hành, dự án bị bỏ ngỏ. Tới năm 2016, Cinemax tiếp quản và thành lập một đội ngũ mới, đổi hướng sản xuất sang sê-ri phim truyền hình. Eric Kripke được chọn làm nhà sản xuất, cùng với Seth Rogen và Evan Goldberg giữ vị trí điều hành. Tháng 11 năm 2017, Amazon Studios tiếp quyền thực hiện dự án, tới tháng 5 năm 2018, phim chính thức được ghi hình tại Toronto, Canada.
Phần đầu tiên ra mắt vào ngày 26 tháng 7 năm 2019, gồm có 8 tập. Phần hai chiếu ngày 4 tháng 9 năm 2020 và phần ba lên sóng ngày 3 tháng 6 năm 2022. Phần bốn của phim đã phát hành vào ngày 13 tháng 6 năm 2024. Vào tháng 5 năm 2024, phim được gia hạn thêm phần năm và cũng sẽ là phần cuối cùng, dự kiến ra mắt năm 2026.
Kể từ khi công chiếu, phim đã nhận được tám đề cử giải Primetime Emmy, bao gồm hạng mục "Sê-ri chính kịch xuất sắc" năm 2021, ngoài ra cũng thắng sáu giải Astra TV và bảy giải Critics' Choice Super Award.

## Phân vai
- Karl Urban vai William "Billy" Butcher[2][3][4]
- Jack Quaid vai Hugh "Hughie" Campbell Jr.[2][5][6]
- Laz Alonso trong vai Marvin "MM" T. Milk
- Antony Starr vai John Gillman / Homelander[2][7][8]
- Erin Moriarty vai Annie January / Starlight[2][9][10]
- Dominique McElligott vai Margaret Shaw / Queen Maeve[2][7][11] (mùa 1–3)

## Danh sách tập phim
| Mùa | Mùa | Số tập | Số tập | Phát hành gốc       | Phát hành gốc       |
| Mùa | Mùa | Số tập | Số tập | Phát hành lần đầu   | Phát hành lần cuối  |
| --- | --- | ------ | ------ | ------------------- | ------------------- |
|     | 1   | 8      | 8      | 26 tháng 7 năm 2019 | 26 tháng 7 năm 2019 |
|     | 2   | 8      | 8      | 4 tháng 9 năm 2020  | 9 tháng 10 năm 2020 |
|     | 3   | 8      | 8      | 3 tháng 6 năm 2022  | 8 tháng 7 năm 2022  |
|     | 4   | 8      | 8      | 13 tháng 6 năm 2024 | 18 tháng 7 năm 2024 |